# Elise Ruyter
Elise Ruyter (Leidschendam, 1999) es una deportista neerlandesa que compite en vela en la clase 49er FX.
Ganó una medalla de oro en el Campeonato Mundial de 49er de 2021 y una medalla de oro en el Campeonato Europeo de 49er de 2021.

## Palmarés internacional
| \| Campeonato Mundial \| Campeonato Mundial \| Campeonato Mundial \| Campeonato Mundial \| \| Año \| Lugar \| Medalla \| Clase \| \| ------------------ \| ------------------ \| ------------------ \| ------------------ \| \| 2021 \| Al Musanah (Omán) \| Medalla de oro \| 49er FX \| \| Campeonato Europeo \| \| \| \| \| Año \| Lugar \| Medalla \| Clase \| \| 2021 \| Salónica (Grecia) \| Medalla de oro \| 49er FX \| |                   |                |         |
| Campeonato Mundial |                   |                |         |
| Año | Lugar             | Medalla        | Clase   |
| 2021 | Al Musanah (Omán) | Medalla de oro | 49er FX |
| Campeonato Europeo |                   |                |         |
| Año | Lugar             | Medalla        | Clase   |
| 2021 | Salónica (Grecia) | Medalla de oro | 49er FX |